# Il cromosoma Calcutta
Il cromosoma Calcutta (The Calcutta Chromosome, 1996) è un romanzo dello scrittore indiano Amitav Ghosh.
Ambientato a Calcutta in un futuro indeterminato, è un thriller con personaggi apparentemente estranei che una misteriosa successione di eventi porta ad incontrarsi.
Il romanzo è liberamente basato sulla vita del medico britannico e entomologo Ronald Ross (1895-1898), Premio Nobel per la medicina nel 1902.
Il cromosoma Calcutta ha vinto il premio Arthur C. Clarke nel 1997.